# Apogon schlegeli
Apogon schlegeli är en fiskart som beskrevs av Bleeker, 1854. Apogon schlegeli ingår i släktet Apogon och familjen Apogonidae. Inga underarter finns listade i Catalogue of Life.